# Navarrés
Navarrés è un comune spagnolo di 2 793 abitanti situato nella comunità autonoma Valenciana.